# Dinarthrum badakschanicum
Dinarthrum badakschanicum är en nattsländeart som beskrevs av Schmid 1963. Dinarthrum badakschanicum ingår i släktet Dinarthrum och familjen kantrörsnattsländor. Inga underarter finns listade i Catalogue of Life.